# Julia den äldre
Julia, Julia Caesaris filia eller Julia den äldre, född 39 f.Kr., död 14 e.Kr., var dotter till den första romerska kejsaren Augustus och hans första maka Scribonia. Hon var i tur och ordning gift med Marcellus, konsul Marcus Vipsanius Agrippa och den blivande kejsaren Tiberius. Julia är mest känd för den skandal som orsakade hennes dom för äktenskapsbrott med många olika partners år 2 f.Kr.

## Biografi
Julias föräldrar skilde sig samma år hon föddes, och hennes far fick vårdnaden vid skilsmässan. Vid två års ålder förlovades hon med Marcus Antonius Antyllus, men förlovningen fullföljdes aldrig. Julia fick på order av sin far en mycket strikt gammaldags uppfostran hos sin styvmor Livia. Hon fick leva ett isolerat liv och lära sig att spinna och väva och andra kvinnliga hushållssysslor, men beskrivs också som bildad och intresserad av litteratur. 

### Första och andra äktenskapen
Julia gifte sig vid fjorton års ålder 25 f.Kr med sin tre år äldre kusin Marcellus, som avled två år senare i ett barnlöst äktenskap. År 21 f.Kr. gifte hon sig med sin fars närmaste medarbetare Agrippa. Äktenskapet var arrangerat av politiska skäl och beskrivs som olyckligt. Julia födde fem barn i äktenskapet med Agrippa, som avled 12 f.Kr. Hon skall ha begått äktenskapsbrott med Sempronius Gracchus under denna tid, de hade enligt vissa källor ett långvarigt förhållande. 

### Tredje äktenskapet
År 11 f.Kr tvingades Julia gifta sig med Tiberius som var hennes styvbror och faderns utsedda efterträdare. Fadern hade inte bara tvingat henne att acceptera giftermålet, utan även tvingat Tiberius att skilja sig från Vipsania Agrippina, som han hade levt i ett lyckligt äktenskap med och fortsatte att älska. Både Julia och Tiberius ogillade varandra ömsesidigt och hade på gemensam önskan informellt separerat år 6 f.Kr. En av hennes älskare, Sempronius Gracchus, sände ett brev till hennes far där han bad om att hon skulle få lov att ta ut skilsmässa. Det uppkom många rykten om att Julia var otrogen med flera män. 
Julia beskrivs som vacker och intelligent, och av sina privata vänner också som godhjärtad, vidsynt och utan hämndgirighet. Hon var också känd för sin sexuella öppenhet och "skamlöshet": när hon tillfrågades hur hon kunde föda barn som liknade hennes make trots alla sina sexpartners, svarade hon att hon "endast accepterade passagerare då båten var full", det vill säga endast var otrogen då hon redan var gravid. Senare krönikörer har överdrivit hennes sexuella aktivitet och påstått att hon prostituerade sig på torget i Rostra. 

### Skandaler
År 2 f.Kr. arresterades Julia och anklagades för äktenskapsbrott och förräderi. Hennes far Augustus sände henne ett brev i hennes makes namn där äktenskapet förklarades annullerat, och därefter anklagade han henne offentligt i Rom för att ha konspirerat mot honom själv. De män som anklagades för att ha varit hennes sexpartners landsförvisades, som Sempronius Gracchus, eller, som i fallet med Iullus Antonius, tvingades att begå självmord. Augustus förklarade därefter inför senaten att Julia skulle förvisas ur Rom. Det anses möjligt att Julia och hennes sexualpartners hade förberett en kupp. Samtidigt var hennes äktenskapsbrott ett hot mot faderns politik, eftersom han vid samma tidpunkt talade för en kriminalisering av äktenskapsbrott.   
Julia dömdes till exil till ön Pandataria eller Pandateria, nuvarande Ventotene i Tyrrenska havet. Hon åtföljdes i exil av sin mor, som frivilligt hade valt att göra henne sällskap. Ön var mycket liten och obebodd, och hon tvingades leva under mycket enkla förhållanden och förbjöds bland annat att dricka vin. Augustus gav order om att ingen man skulle få besöka henne utan tillstånd, ett tillstånd som krävde en fullständig beskrivning av mannens fysik. År 3 e. Kr., efter att ha avtjänat fem år på ön, tilläts hon att återvända till fastlandet, men hennes far förlät henne inte och begränsade hennes liv till staden Reggio Calabria. År 8 blev hennes dotter Julia den yngre förvisad till Pandataria för samma brott som hon själv begått. 
Julia avled år 14, samma år som hennes far dog men under exmaken Tiberius regeringstid. Hon dog av undernäring. Enligt vissa krönikörer lät Tiberius avsiktligt svälta ihjäl henne; enligt andra begick hon självmord genom att svälta ihjäl sig själv sedan hon fått veta att hennes son Agrippa Postumus blivit mördad.